# Okunie
Okunie [pronunciación en polaco: /ɔˈkuɲe/] (anteriormente en alemán Wuckensee) es un pueblo ubicado en el distrito administrativo de Gmina Barlinek, dentro del Condado de Myślibórz, Voivodato de Pomerania Occidental, en el norte de Polonia occidental. Se encuentra aproximadamente a 7 kilómetros al sur de Barlinek, a 24 kilómetros al este de Myślibórz, y a 68 kilómetros al sureste de la capital regional Szczecin.